# Saint-Imoges
Saint-Imoges är en kommun i departementet Marne i regionen Grand Est (tidigare regionen Champagne-Ardenne) i nordöstra Frankrike. Kommunen ligger i kantonen Ay som tillhör arrondissementet Épernay. År 2022 hade Saint-Imoges 331 invånare.

## Befolkningsutveckling
Antalet invånare i kommunen Saint-Imoges
| Referens: INSEE |